# Giovanni Lanza
Domenico Giovanni Giuseppe Maria Lanza (15 tháng 2 năm 1810  –  9 tháng 3 năm 1882) và chính khách người Ý và là Thủ tướng thứ 8 của Ý từ năm 1869 đến năm 1873.

## Tiểu sử
Lanza sinh ra ở thành phố Casale Monferrato của vùng Piemonte. Ông học y khoa tại Torino, thủ đô của Vương quốc Sardegna, sau đó trở về Casale, nơi ông vừa làm nghề y và phát triển bất động sản 33 hecta của mình ở Roncaglia gần đó. Ông đã nghiên cứu và viết về phát triển nông nghiệp ở cả khía cạnh thực tế và xã hội. Lanza là một trong những người đầu tiên ở Monferrato giới thiệu thiết bị hiện đại như máy cày và máy gieo hạt, và cũng tham gia vào giáo dục nông nghiệp cho trẻ em nghèo, hy vọng đạt được "cải thiện nông nghiệp của chúng ta và cải thiện đạo đức và trí tuệ của các công nhân nông nghiệp của chúng ta."
Lanza cũng là một thành viên tích cực của Hiệp hội Nông nghiệp Subalpine Turin và trở thành thư ký của nó. Hiệp hội đã quan tâm đến cải cách trong các lĩnh vực chính trị và kinh tế, cũng như trong lĩnh vực nông nghiệp, và nhận dạng của nó với nguyên nhân của chủ nghĩa dân tộc tự do - với Risorgimento - được nhấn mạnh tại đại hội nông nghiệp tháng 9 năm 1847 ở Casale, khi Lanza nêu ra tiếng khóc của "Viva l'Italia libera ed indipendente!" Sau đó, anh nhận xét về sự kiện đó: "Tôi không tham gia hiệp hội hoàn toàn để cải thiện việc trồng cải bắp." , 
Lanza đã tham gia tích cực vào năm 1848 và được bầu vào quốc hội Piedmont trong năm đó. Ông gắn bó với đảng Cavour và dành sự chú ý của mình chủ yếu cho các câu hỏi về kinh tế và tài chính. Ông trở thành Bộ trưởng Bộ chỉ huy công cộng năm 1855 trong nội các của Cavour, và năm 1858 là bộ trưởng tài chính.
Lanza theo Cavour vào hưu trí tạm thời của mình vào tháng 7 năm 1859 sau hiệp ước Villafranca, và trong một năm (1860–1861) là Chủ tịch Hạ viện. Ông là bộ trưởng nội vụ (1864–1865) trong nội các La Marmora, và sắp xếp việc chuyển giao thủ đô cho Florence. Ông duy trì một sự phản đối kiên quyết đối với chính sách tài chính của Menabrea, người đã từ chức khi Lanza là lần thứ hai được bầu, vào năm 1869, chủ tịch Hạ viện.
Lanza đã thành lập một nội các mới, trong đó ông là bộ trưởng nội vụ. Với Quintino Sella làm bộ trưởng tài chính, ông đã tìm cách tổ chức lại ngân sách Ý, và từ chức khi các dự án của Sella bị từ chối vào năm 1873. Nội các của ông đã chứng kiến sự thống nhất của Ý và việc thành lập một chính phủ Ý tại Roma sau khi thất bại vào cuối năm 1870.